# Eduard Spranger
Eduard Spranger (27. července 1882 – 17. září 1963) byl německý psycholog.

## Život
Vyučoval v Berlíně od roku 1909, v Lipsku od 1911 a opět v Berlíně od 1920. V Tübingenu od 1946 jako žák Diltheyův budoval svou kulturní a životní filosofii i psychologii porozumění na duchovních vědách. Rozlišuje mezi subjektivní duší a objektivním duchem. Subjektivní duše se vyvíjí vrůstáním jedince do objektivního ducha, tj. do úhrnu kulturních hodnot určité doby. Stykem se světem kulturních hodnot, duchovními akty, roste individuální duše a stává se schopnou rozumět objektivnímu duchu a znovu jej oživovat.
Sprangerova typologie:
Rozdělil typy osobnosti do šesti skupin, podle 6 základních hodnot nebo motivů v životě:
(riziko zjednodušení, protože každý z nás v sobě spojuje více hodnot)
1. ekonomický typ – prakticky založený, stojí oběma nohama pevně na zemi, u zkušeností oceňuje spíše jejich hmotný přínos
2. náboženský typ – oceňuje především duchovní hodnoty a zkušenosti, ať už v rámci tradičního náboženství nebo mimo ně
3. teoretický typ – zaměřuje se zejména na hledání pravdy a touhu po poznání, např. vědec, filozof
4. estetický typ – dokáže vychutnat každý okamžik a ocenit jeho krásu, nejraději by celý svůj život zasvětil poznávání jeho různorodosti, nechce se obtěžovat praktickými starostmi
5. politický typ – nejvyšší hodnotou je pro něj moc, dychtí po dominantní roli, důležité je pro něj společenské postavení
6. sociální typ – nejdůležitější je pro něj láska k druhým, uspokojuje jej sebeovládání a obdivuje laskavost

Tato typologie byla přijata G. Allportem při výzkumu hodnotových orientací. Rabín a filosof Josef Dov (Bär) ha-Levi Solovějčik (1903‒1993) doplnil Sprangerovu typologii o halachického člověka, jenž sdílí některé rysy typu náboženského a teoretického, ale v jiných rysech se od nich radikálně odlišuje.